# 瑟魯萊什蒂鄉 (克勒拉希縣)
44°25′N 26°39′E / 44.417°N 26.650°E
瑟魯萊什蒂鄉（羅馬尼亞語：Comuna Sărulești, Călărași），是羅馬尼亞的鄉份，位於該國南部，由克勒拉希縣負責管轄，面積74平方公里，海拔高度61米，2007年人口3,127，人口密度每平方公里42人。